# Skogen susar
Skogen susar är en novellsamling från 1904 av den svenske författaren Verner von Heidenstam. Novellerna behandlar bland annat diktarens utsatthet i en berättelse om Lasse Lucidor, den rousseauanska filosofins villfarelser och problemet med en modernitet som bygger på materialism. Heidenstam har här definitivt lämnat det idéprogram som präglade hans tidiga verk, som hyllade naturfolk och otyglad livsglädje.

## Innehåll
- Drottning Omma
- Kettil Runske och snokarna
- Katarina Jagellonicas död
- Vid gränsstenen
- Lasse Lucidors död
- Hemvandrande karoliner
- Brassebonden
- Bruksherrn
- Lek och liknelser:

1. Gossen, som lärde sig att lefva på statens bekostnad
2. Min herre, jag litar på er ridderlighet
3. Filemon och Baukis
4. Djurens Messias
5. Hösåtarna
6. Humlemumle
7. Vokalernas vandring
8. Hyläsauros
9. Filosofen på äfventyr

- Herakles